# Velké Heraltice
Velké Heraltice (en allemand : Groß Herrlitz ; en polonais : Heralcice Wielkie) est une commune du district d'Opava, dans la région de Moravie-Silésie, en République tchèque. Sa population s'élevait à 1 608 habitants en 2021.

## Géographie
Velké Heraltice se trouve à 10 km à l'est de Horní Benešov, à 13 km à l'ouest-nord-ouest d'Opava, à 42 km à l'ouest-nord-ouest d'Ostrava et à 236 km à l’est de Prague.
La commune est limitée par Sosnová au nord-ouest, par Brumovice au nord, par Holasovice et Stěbořice à l'est, par Jezdkovice, Hlavnice et Bratříkovice au sud, par Svobodné Heřmanice au sud-ouest et par Horní Životice à l'ouest.

## Histoire
La première mention écrite de la localité date de 1265.

## Patrimoine
- Château de Velké Heraltice.

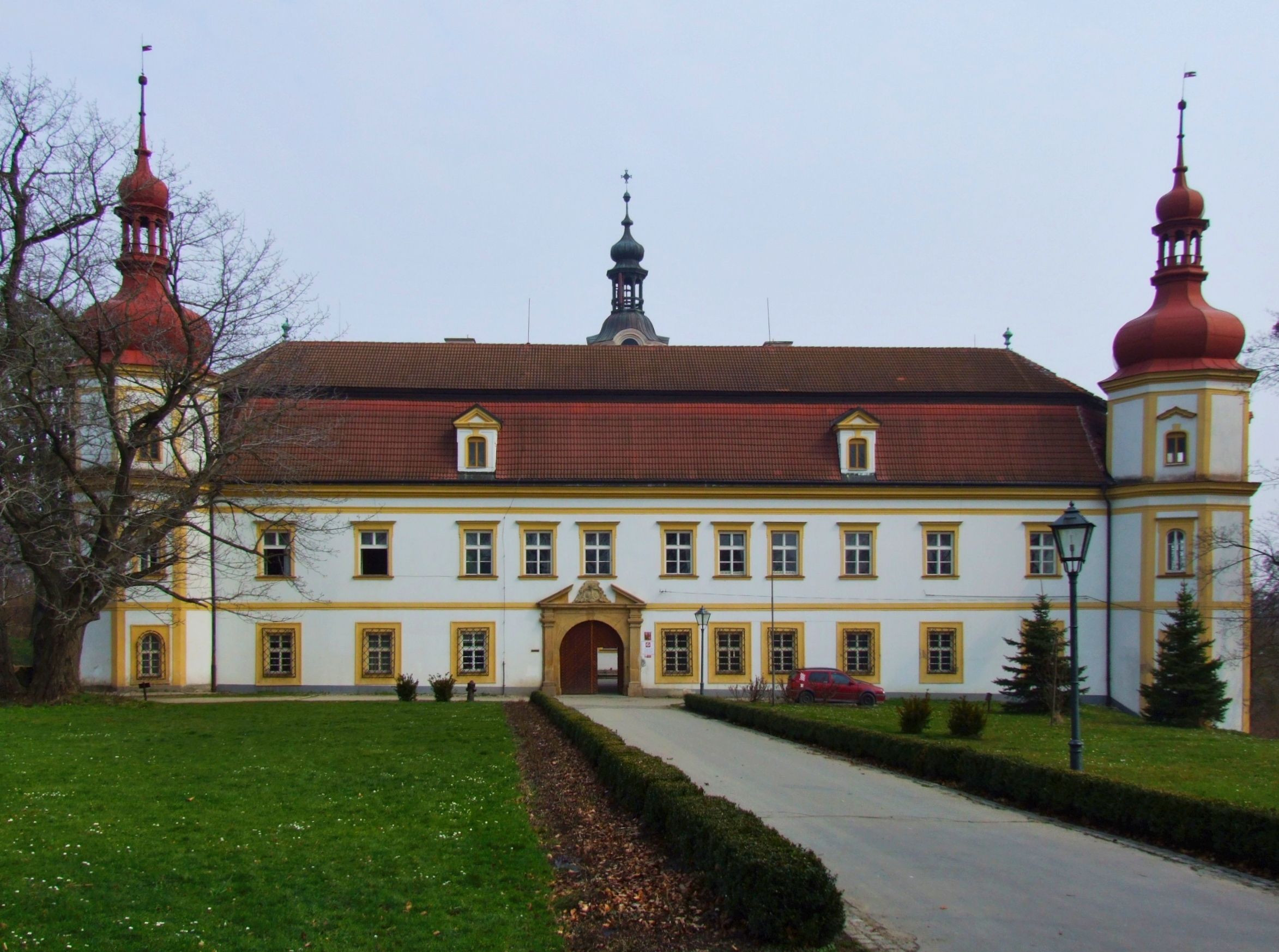
La façade du château.

## Administration
La commune se compose de cinq quartiers :
- Velké Heraltice
- Košetice
- Malé Heraltice
- Sádek
- Tábor

## Transports
Par la route, Velké Heraltice se trouve à 14 km d'Opava, à 48 km d'Ostrava et à 312 km de Prague.